# Jimmy Carter (U-Boot)
Die Jimmy Carter, auch USS Jimmy Carter (Kennung: SSN-23), ist ein atomgetriebenes Jagd-U-Boot der Seawolf-Klasse der United States Navy. Das U-Boot ist für Spezial- und nachrichtendienstliche Operationen, insbesondere das Ausspähen von Daten aus Seekabeln modifiziert.

## Geschichte

### Bau und Planung

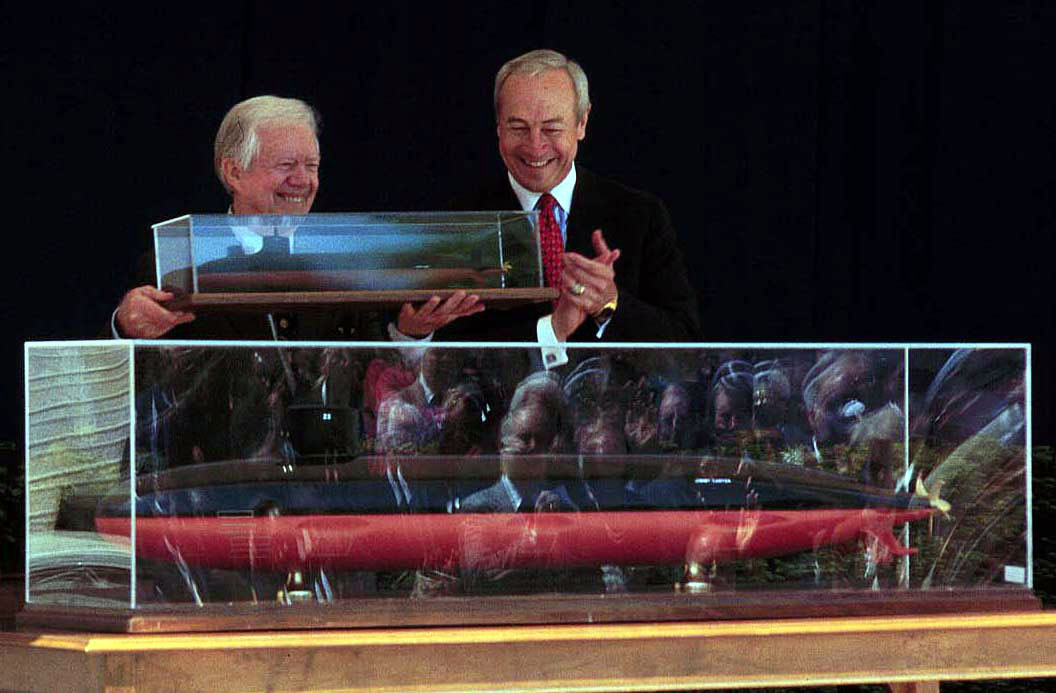
Carter mit einem Modell des U-Boots

1997 schlugen die NSA und die US Navy vor, ein Atom-U-Boot für „Spezialoperationen“ zu bauen. 1998 stimmte der Kongress dem Projekt zu. Die Kiellegung der Jimmy Carter erfolgte im gleichen Jahr bei Electric Boat, ein Jahr später wurde für 887 Mio. Dollar eine Multi-Mission-Platform von 30 Metern Länge eingebaut. Diese erlaubt der Carter das Starten von Kleinst-U-Booten, das Aussetzen von Tauchern und den Transport eines Dry Deck Shelters. Bis zu 50 Männer der Spezialeinsatzkräfte haben an Bord Platz. Durch den Einbau wurde das Boot um 30 Meter verlängert, um ca. 2000 Tonnen schwerer und zwei Knoten langsamer. Es wurden außerdem zusätzliche Stabilisatoren am Bug angebracht, die das Schweben an einer Stelle erlauben. Das Boot ersetzt die alte USS Parche der Sturgeon-Klasse.
Am 5. Juni 2004 erfolgte der Stapellauf und die Taufe durch Rosalynn Carter, der Ehefrau des Namenspatrons, des ehemaligen US-Präsidenten Jimmy Carter. Carter war bislang der einzige US-Präsident, der während seiner Militärzeit auf U-Booten diente. 2005 wurde die Jimmy Carter in Dienst gestellt.
Die Kosten für Bau und Ausrüstung des U-Bootes beliefen sich auf knapp 2,5, andere Quellen sprechen von 2,8 Milliarden Euro.

### Fahrten
Ihre ersten Fahrten fanden Ende 2004 statt, ihre Alpha Sea Trials, also die ersten Erprobungsfahrten, endeten am 19. November. Das Boot wurde in Groton, Connecticut in Dienst gestellt. Im Oktober 2005 begann die Jimmy Carter ihre Fahrt in ihre neue Heimatbasis Naval Base Kitsap, als sie, noch an der Oberfläche, von einer ungewöhnlich hohen Welle getroffen wurde, die Schäden am Turm verursachte. Am 9. November erreichte die Jimmy Carter die Basis.

### Spionage
Das Boot wird vermutlich auch für das Ausspähen von Glasfaser-Unterseekabeln verwendet und ermöglicht so einen zentralen Abhörpunkt der NSA für deren Programme; ein Teil der Operationen wurde im Rahmen der Überwachungs- und Spionageaffäre 2013 öffentlich. Die NSA liest im Rahmen ihrer Programme „Stormbrew“ und „Oakstar“, Daten aus Unterseekabeln mit und wertet sie aus (Upstream collection).